# Апиро
Апиро (итал. Apiro) насеље је у Италији у округу Мачерата, региону Марке.
Према процени из 2011. у насељу је живело 954 становника. Насеље се налази на надморској висини од 517 м.

## Становништво
Према резултатима пописа становништва 2011. у општини је живело 2.421 становника.
| 1931. | 1936. | 1951. | 1961. | 1971. | 1981. | 1991. | 2001. | 2011. |
| ----- | ----- | ----- | ----- | ----- | ----- | ----- | ----- | ----- |
| 4.577 | 4.974 | 5.036 | 4.140 | 3.108 | 2.624 | 2.500 | 2.431 | 2.421 |